# Rhynchotus rufescens
Il tinamo alirosse (Rhynchotus rufescens (Temminck, 1815)), volgarmente noto come  pollo delle Pampas, è un uccello della famiglia Tinamidae.

## Storia
Reperti fossili di questa specie animale - datati al Pleistocene - sono stati rinvenuti nello Stato di Minas Gerais.
In Europa è stato allevato per la prima volta in Francia nel 1869. Successivi tentativi di allevamento europeo a fini venatori hanno dato scarsi risultati. Il Rhynchotus rufescens si adatta tuttavia alla cattività tanto che è possibile vederlo in molti zoo dell'America meridionale.
È animale protetto in Argentina secondo la legge nazionale 22421 per la conservazione della fauna.

## Descrizione
Animale stanziale, è lungo fra i 39 e i 42 cm. Il suo peso varia fra i 700 e i 920 grammi per i maschi e i 815 e 1.040 grammi per le femmine.
Di grande struttura, ha becco solido e leggermente incurvato verso il basso con macchie nere sul vertice. Le punte delle penne remiganti primarie sono rosse. Negli adulti, il piumaggio avviene a circa tre settimane dalla nascita.
Le parti inferiori sono di colore grigio-bruno pallido tendente al biancastro con leggera barratura nera sui fianchi. Ugualmente, barrature irregolari di vario colore sono presenti sul dorso, sulla coda e sulle ali, ad eccezione di quelle primarie.
I piccoli sono di colore rosso, con parte inferiore bianca. Il corpo presenta estese striature di colore nero.

## Biologia

### Riproduzione
Poco si sa sulla sua attività riproduttiva. Il periodo di fecondazione è comunque variabile in rapporto all'area e all'altitudine. Creando nidi nel terreno la femmina depone fino a cinque uova di colore rosso (ma talvolta anche di colore bianco). L'incubazione ha durata di una ventina di giorni.

### Alimentazione
La sua alimentazione deriva principalmente, specie nel periodo estivo, da insetti che cattura compiendo agili salti. Nel periodo invernale si nutre prevalentemente di vegetali e cereali

## Distribuzione e habitat
È diffuso in Brasile, Bolivia, Paraguay, Uruguay e Argentina settentrionale.
Vive dal livello del mare sino ad un'altitudine di oltre 2.500 metri, privilegiando però le terre basse tropicali ricche di prateria e savana erbosa.

## Tassonomia
Rhynchotus rufescens è suddiviso in tre sottospecie, la cui differenziazione è prevalentemente evidenziata dalla colorazione e la forma della barratura dorsale. :
- Rhynchotus rufescens catingae Reiser, 1905 - diffusa nel Brasile centrale e nordorientale
- Rhynchotus rufescens pallescens Kothe, 1907 - presente esclusivamente in Argentina centrale e nordorientale
- Rhynchotus rufescens rufescens (Temminck, 1815) - diffusa dalla Bolivia al Brasile, Argentina, Paraguay e Uruguay

Le sottospecie R. r. rufescens e R. r. pallescens  sono iscritte nell'appendice II della CITES.
In precedenza era riconosciuta una quarta sottospecie (R. r. maculicollis) oggi inquadrata come specie a sé stante (Rhynchotus maculicollis).